# Железничка станица Кусадак
Железничка станица Кусадак је једна од железничких станица на прузи Београд—Ниш. Налази се насељу Кусадак у општини Смедеревска Паланка. Пруга се у једном смеру наставља ка Глибовцу, а у другом према према Ковачевцу. Железничка станица Кусадак састоји се из четири колосека. Има два перона.
| Перони | Перони                  | Перони | Перони | Перони |
| #      | Положај                 | Дужина | Висина | Ширина |
| ------ | ----------------------- | ------ | ------ | ------ |
| 1.     | између 1. и 2. колосека | 153    | 40     | 60     |
| 2.     | између 2. и 3. колосека | 147    | 40     | 60     |

Поред ове, на територији Кусатка налазе се још три железничке станице — Ковачевац, Рабровац и Ратари.